# Tiquadra lentiginosa
Tiquadra lentiginosa är en fjärilsart som beskrevs av Philipp Christoph Zeller 1877. Tiquadra lentiginosa ingår i släktet Tiquadra och familjen äkta malar. Inga underarter finns listade i Catalogue of Life.